# ويليام بيكر
ويليام بيكر (بالإنجليزية: William Baker)‏ (4 يناير 1807 في المملكة المتحدة - 4 مارس 1885 في المملكة المتحدة) هو لاعب كريكت بريطاني (وحمل سابقاً جنسية المملكة المتحدة لبريطانيا العظمى وأيرلندا). لعب مع نادي مقاطعة سري للكريكت ‏.

## وصلات خارجية
- ويليام بيكر على موقع إي آس بي آن كريك إنفو (الإنجليزية)